# Donald McWatters
Donald McWatters (anglès: Don McWatters)  (Maryborough, 23 de gener de 1941) és un jugador d'hoquei sobre herba australià, ja retirat, que va competir durant les dècades de 1950 i 1960.
El 1964 va prendre part en els Jocs Olímpics d'Estiu de Tòquio, on guanyà la medalla de bronze en la competició d'hoquei sobre herba. Quatre anys més tard, als Jocs de Ciutat de Mèxic, fou escollit capità de l'equip australià, però una lesió a l'espatlla impedí que jogués cap minut, per la qual cosa no va rebre la medalla de plata que va guanyar Austràlia.
Una vegada retirat va exercir d'entrenador de la selecció australiana d'hoquei sobre herba entre el 1977 i 1981. El 2009 fou incorporat al Queensland Sport Hall of Fame.